# La mort de ningú, l'enigma Heinz Ches
La mort de ningú, l'enigma Heinz Ches és una pel·lícula documental de 2004, escrita i dirigida per Joan Dolç i Balaguer, produïda per Malvarrosa Media, Motion Pictures i Palacios Productores, en coproducció amb la Corporació Catalana de Mitjans Audiovisuals i Radiotelevisió Espanyola.

## Argument
L'obra està enregistrada en clau d'investigació i narra sobre la trajectòria vital i la identitat real del presumpte polonès de 39 anys denominat Heinz Ches, que el 2 de març de 1974 va morir assassinat al garrot vil per les autoritats franquistes, juntament amb Salvador Puig i Antich, convertint-se així en el darrer executat de la dictadura de Francisco Franco. Gràcies a la recerca feta i el testimoni dels seus familiars surt a la llum que el seu nom real era Georg Michael Welzel, que havia nascut l'any 1944 a la República Democràtica Alemanya i que havia saltat el mur de Berlín a la cerca d'un futur més pròsper que mai va arribar.

## Repartiment
Els principals participants en el documental són:
- Manuel Vázquez Montalbán, escriptor i periodista
- Albert Boadella, actor i dramaturg
- José Luis Martín Prieto, periodista
- Manuel Campo Vidal, periodista
- Pedro Costa, periodista i cineasta
- Juan Eslava Galán, historiador i escriptor
- Peter Welzel, germà de Heinz Ches
- Monika Howack, germana de Heinz Ches
- Christa Fuchs, companya sentimental de Heinz Ches
- Michael Shilling, fill de Heinz Ches
- Silvia Petygk, filla de Heinz Ches
- Jordi Salvà, advocat de Heinz Ches
- Manel Fran, periodista
- Joaquín Gutiérrez Cano, ministre de Franco (1974-1975)
- Juan de la Cruz Badell, sacerdot
- Antonio Rocafort, primer secretari judicial del procés
- Josep Echevarría, intèrpret en les primeres instruccions
- Josep Maria Potau, espectador del consell de guerra

## Projeccions
Una de les primeres ocasions que es va projectar per la televisió pública catalana va ser el 25 de febrer de 2005 al programa El documental (canal 33), com a primer episodi d'un cicle sobre fets rellevants de la dècada de 1970 a l'Estat espanyol. Una altra projecció rellevant va ser el 23 d'agost de 2023 al local del Centre Agrícola de Lilla, en el marc de les festes majors d'aquest llogaret del municipi de Montblanc (Conca de Barberà), a petició de Jordi Salvà, advocat natural de la pedania i lletrat responsable de la defensa de Heinz Ches.